# Julia Florida (composizione)
Julia Florida è una delle composizioni più celebri del chitarrista e compositore paraguaiano Agustín Barrios Mangoré. Scritta nel 1938, rappresenta un capolavoro di lirismo e sensibilità nella letteratura per chitarra classica.

## Contesto
Il brano fu composto da Barrios mentre risiedeva in Costa Rica e dedicato a Julia Martínez, una sua giovane allieva alla quale era molto affezionato. Il titolo evoca la freschezza, la giovinezza e la fioritura, temi ricorrenti nella poetica di Barrios.
Dopo la morte del compositore, Julia Florida venne pubblicata postuma e si consolidò rapidamente come uno dei pezzi più amati del suo repertorio.

## Caratteristiche musicali
Julia Florida è strutturata come una barcarola in tempo 6/8, che richiama il movimento ondeggiante dell’acqua. Scritta in tonalità di Re maggiore, la composizione presenta una melodia espressiva che si sviluppa sopra un accompagnamento regolare di arpeggi.
Il pezzo si distingue per l’intensa emotività e per la semplicità apparente, che richiede al chitarrista una notevole capacità interpretativa, specie nel controllo delle dinamiche e nella gestione del rubato.

## Trascrizioni e adattamenti
Julia Florida è stata oggetto di numerose trascrizioni per altri strumenti, tra cui:
Viola – Marco Misciagna ha curato una versione per viola sola, rispettando la cantabilità originale e adattando i fraseggi al linguaggio dello strumento ad arco.
Violino, arpa e pianoforte – diversi arrangiatori hanno rielaborato il brano per adattarlo a organici differenti, mantenendone il carattere poetico e intimista.

## Interpretazioni rilevanti
Tra le più importanti registrazioni si possono ricordare:
John Williams – nell’album From the Jungles of Paraguay, Sony Classical, 2003;
Berta Rojas – nell’album Intimate Barrios, ONMusic Recordings, 2008;
Raphaël Feuillâtre – nell’album Visages Barrios, Deutsche Grammophon, 2023;
Marco Misciagna – nell'album Agustín Barrios Mangoré: Compositions Arranged for Viola Solo by Marco Misciagna, MM 23 - 2025.